# フィルス川

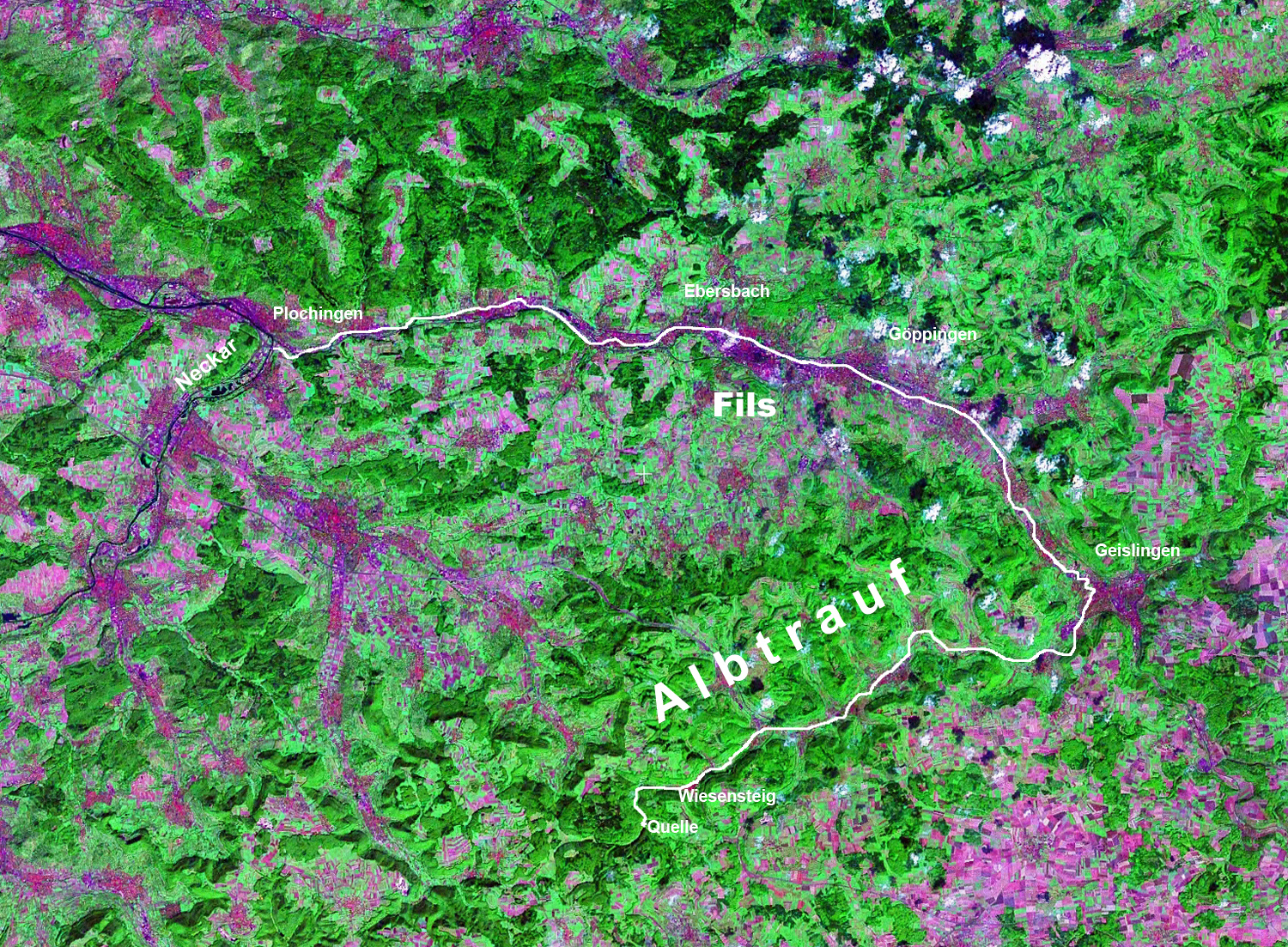
流路

フィルス川（ふぃるすがわ、Fils）は、ドイツ、バーデン＝ヴュルテンベルク州を流れる川で、ネッカー川の支流である。全長63km、高低差377mを流れ下る。平均勾配は6m/kmで、ドイツで最も急勾配な川である。

## 流路
水源は、この川が最初に通過する町ヴィーゼンシュタイクの南西約2kmの地点にある。ミュールハウゼン・イム・テーレの町を過ぎたところで、左岸からヴィンケルバッハ川を合わせる。
次いで、右岸からゴス川が流れ込むゴスバッハに入る。ゴスバッハの集落は1975年以降ガート・ディッツェンバッハに編入されている。バート・ディッツェンバッハでは左岸からハーテル川も流れ込み、水量を増してゆく。隣のデッギンゲンでは、同じ側からヴェーレンバッハ川が合流してくる。川はデッギンゲンのライヒェンバッハ・イム・テーレまでやってきたところで、フィシュロール川を合わせる。
バート・ユーバーキンゲンのハウゼン・アン・デア・フィルス地区では、さらにレールバッハが合流する。バート・ユバーキンゲンではさらに右岸からレーテルバッハ川が流れ込み、フィルス川はさらに水量を増す。
ガイスリンゲン・アン・デア・シュタイゲでフィルス川は流れの方向をほぼ反転させ、その途中でアイプ川を合わせる。次いでクーヒェンを通り、ギンゲン・アン・デア・フィルスではムーアバッハ川が流れ込む。ジューセンにはラウター川の河口がある。
その後、ザーラハ、クルム川が合流するアイスリンゲン・アン・デア・フィルス、右岸からシュタイネンバッハ川やマールバッハが流れ込むゲッピンゲン、ブラウバッハ川・ブッツバッハ川・ウンターロッホバッハ川およびナサッハ川が注ぎ込むウーヒンゲンを過ぎる。川沿いの最後の町はエーベルスバッハ・アン・デア・フィルスとライヒェンバッハ・アン・デア・フィルスである。そしてプロヒンゲンの近くでフィルス川はネッカー川に合流する。

## 歴史
「フィルス」という名前は、ローマ時代以前の言語に由来する。他の多くの川と同じようにフィルス川でも、水中からたくさんの出土品（斧や剣）が、特にゲッピンゲンやウーヒンゲンから見つかっている。これらは青銅器時代、ケルト人が支配していた時代にまで遡る。
フィルス川の中流から下流地域は、前史時代から重要な東西の交通路となっていた。そして、その後ローマ街道が造られた。中世初期には、有力な支配者の一族がガイスリンゲンに居を構えていたと見られている。
アイスリンゲンとシュラートから出土したハンガリーの遺品は、10世紀にハンガリー人がこの地を襲撃したことを物語っている。今日では、ここに鉄道（フィルスバーン、ガイスリンガー・シュタイゲ）やブンデスシュトラーセB10が通っている。ジューセン、ゲッピンゲンおよびファウルンダウ付近の浅瀬は南北を結ぶ横断ポイントとなっている。

## 環境
流域は、20世紀に入る頃から工業化が目覚ましく、このため生活排水やとりわけ工業廃水が流されてきた。大量に水を使用する漂泊や着色の工程など、多くの化学工業、皮革加工業、金属加工業の企業がここにあるという現実は、フィルス川を困難な状況にしていた。1940年代から80年代中頃までは大量の排水が直接流されていたため、川の水の色が、ある時は紫に、ある時は赤く、またある時は青く染まるといった具合で、60年代、70年代になると、新しく発見された化合物によって、いかなる生物もこれ以上この川に住むことはできない深刻な状況となった。さらにこの頃には、川に入ったり水を飲んだりすることを禁止する処置がとられた。
80年代半ば以降、新しく制定した環境ガイドラインに従って、多くの工場を閉鎖、浄化プラントを設置し、新たな生物の放流を行った結果、状況は改善の方向に向かった。しかし、川岸や河床は今なお重金属が蓄積しており、フィルス川の環境が完全に回復するには、あと数十年が必要であると指摘されている。

## 生物
フィルス川で取れる典型的な魚はサケ・マスの仲間である。以下の種類の生息が確認されている。
ニジマス、ブラウントラウト、ブルックトラウト、バーベル（バルブス属）、ガジョン（ヨーロッパブナ属）、ミノウ（アブラハヤ属）、Döbel（レウキスクス属）、イトヨ、ヨーロッパカジカ（カジカ属）、（まれに、グレイリング、バーチ、コイ）